# Linear B
A escrita Linear B é um silabário que foi utilizado pelos povos micênicos (Civilização Micênica) entre os séculos XV a.C. e XII a.C. Ela era usada para se escrever em Grego micênico, a forma mais antiga do grego que se conhece, e é derivada provavelmente da escrita denominada Linear A, que ainda não foi decifrada. A Linear B foi encontrada talhada em algumas tabuinhas de argila e vasos nos palácios de Pilos, Micenas, Tirinto e Tebas e em Cnossos e Cidônia.
O primeiro objeto contendo tais inscrições foi identificado pelo arqueólogo Sir Arthur Evans em 1886, quando ele ainda morava em Oxford. Tendo sido informado que o objeto era originário da ilha de Creta, Evans visitou a ilha em 1893, 1895 e 1896 em companhia do amigo John Myres. Lá ele descobriu que algumas das pequenas tabuinhas estavam sendo usadas pelas mulheres da ilha como adorno, por acreditarem tratar-se de amuletos, denominados γαλόπετρες (galopetres, "pedras de leite"). Em 1896 Evans iniciou as negociações para comprar o terreno de cujas ruínas supostamente se originavam as tabuinhas. Por causa da conturbada situação política da época, ele só pôde concretizar a compra totalmente em 1899. Evans contratou por telegrama Duncan Mackenzie, um arqueólogo de renome, a quem colocou como diretor do projeto e a 23 de março de 1900 as escavações se iniciaram. A partir de 5 de abril, foi localizada uma grande quantidade destas tabuinhas, feito que se repetiu em escavações posteriores durante a década de 1900. Entretanto, a linguagem que elas continham só foi decifrada na década de 1950 pelos arqueólogos de origem inglesa Michael Ventris e John Chadwick.
Provavelmente Sir Arthur teria sido capaz de decifrar essa escrita, mas ele acreditava ser uma escrita que não possuía nenhuma relação com o grego arcaico, diferentemente de Ventris e Chadwick, que conseguiram decifrar a escrita Linear B correlacionando-a com o grego antigo.
Acredita-se que essa escrita provavelmente era utilizada somente em certos registros como os contábeis, pois nenhum artefato contendo tais inscrições foi encontrado fora das regiões palacianas.

## A decifração
Em julho de 1952, o arquiteto inglês Michael Ventris anunciou pela rádio BBC, em Londres, a decifração da Linear B, sustentando que se tratava duma forma de grego arcaico, com uma grafia silábica.
Ventris levava desde jovem pesquisando, e em 1940 (com somente 18 anos) publicara o seu primeiro artigo, intitulado Apresentação da língua minoica.
A decifração foi possível devido a três fatores:
- a reunião de um grande volume de material (cerca de 30 000 signos),
- o uso de um método sistemático de verificação (matriz silábica) com o que analisava a repetição de signos, e
- a casualidade de a língua escrita em Linear B ser uma antepassada do grego, uma língua sumamente atestada e conhecida pelos filólogos.

Em 1950 já distinguira 9 tipos de signos, detectara o emprego das vogais mudas e a semelhança da Linear B com o silabário cipriota.
A decifração de Ventris foi completada com a ajuda de John Chadwick, professor de Cambridge e filólogo especialista em grego arcaico, e com as contribuições de outros estudiosos (Alice Kober, Emmet L. Bennet Jr. etc.).
A decifração foi corroborada pelo arqueólogo Carl Blegen, que possuía uma tabuinha desconhecida para Ventris (PY Ta 641) e cuja interpretação, segundo a então recente descoberta, foi surpreendentemente exata.

## Origem da Linear B
A escrita Linear B descende da Linear A usada anteriormente pelos minoicos entre 1800 a.C. e 1400 a.C., aproximadamente. Dos 89 silabogramas que compõem o sistema Linear B, 64 foram herdadas da Linear A, enquanto somente 23 são de criação micênica. Acredita-se que a Linear A, da qual descenderia este novo sistema de escrita, teria sido utilizada para escrever sobre material mole, mas não restaram vestígios deste tipo da Linear A.
O período de implantação da Linear B seria antes do Heládico Recente I (momentos anteriores ao 1600 a.C.), quando a cultura micênica estava mais em auge, pois é provável que já no Minoico Recente III estivesse plenamente desenvolvida linguística e paleograficamente. Fica contrastado o seu uso durante o século XIV a.C. em Pilos, Micenas, Tirinto, Tebas, Chania e Cnossos.
O local em que foi criado este sistema de escrita é controverso, pois para alguns investigadores a sua origem encontrava-se em Creta e para outros na Grécia continental. Não foi encontrado nenhum vestígio arqueológico nem paleográfico distintivo em nenhum dos dois locais que permita os estudiosos posicionarem-se definitivamente.

## Conteúdo das inscrições

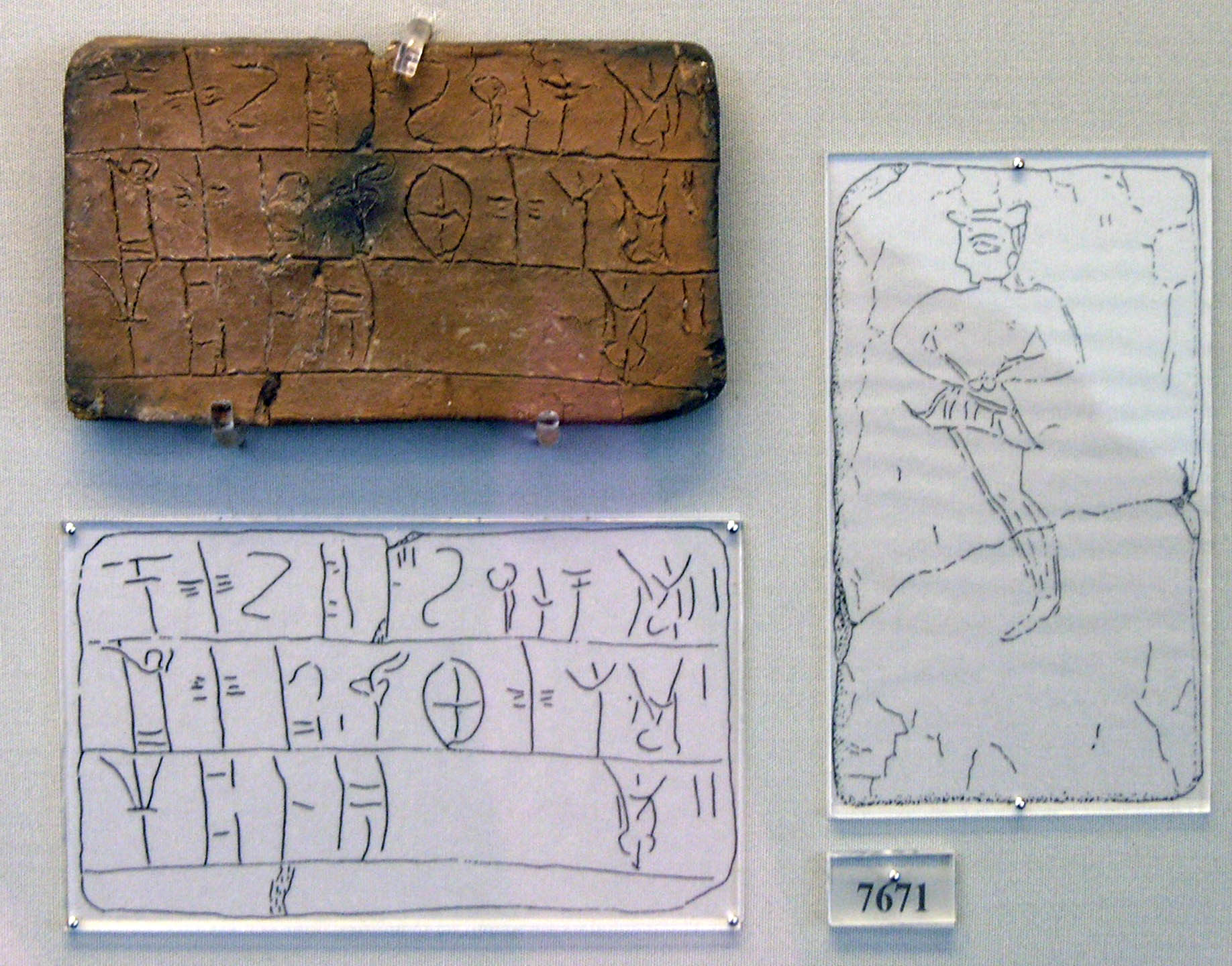
Tabuinha MY Oe 106, encontrada em Micenas na "casa do vendedor de azeite", de c. 1250 a.C. Em seu verso há a figura de um homem. (Museo Arqueológico Nacional de Atenas)

A finalidade de praticamente todas as inscrições encontradas era a de registrar a administração do palácio durante um período de um ano. Quando passava o ano administrativo, as tabuinhas eram destruídas e começava-se novamente. Há, porém, casos em que as tabuinhas que ainda se guardavam do ano anterior.
As tabuinhas são listas de compras, vendas ou entregas de produtos manufaturados ou matérias primas (prendas, bronze, azeite etc.), de gado ou de escravos a particulares, oficinas ou outros palácios, inventários (de armas, carros, cavalos etc.), oferendas a deidades ou a santuários (de mel, vinho etc.), listas de trabalhadores do palácio, o seu trabalho e remuneração etc.
Apesar de os textos serem monótonos, ajudaram a conhecer aspectos de uma sociedade anterior à grega arcaica, da qual temos muitos mais dados. Com estas listas foi possível descobrir como funcionava o governo desta cultura, os tipos de trabalhos dentro do palácio, como era a sua economia, nomes dos principais deuses, tipos e partes de armaduras e carros, valor das unidades de medida, fases de elaboração de alguns objetos manufaturados, nomes de territórios, festas populares, nomes de meses, etc.
Não há nenhum tipo de inscrição literária, nem parece uma possibilidade viável pelo tipo de escrita que é a Linear B.

## Material de suporte e as suas formas
O principal material de suporte das inscrições escritas em Linear B conservado foi a argila cozida. Chegou até a atualidade quase por acaso, pois os micênicos não coziam a argila, mas deixavam-na secar ao ar uma vez escrita. Contudo, quando se foram produzindo as sucessivas quedas dos palácios, com os incêndios dos mesmos, ficaram cozidos todos os objetos de argila seca.
A dificuldade de tratar estes objetos ao encontrá-los fica em que a diferente quantidade de oxigênio que havia durante o cozimento (até mesmo em diferentes partes da mesma peça) e os muitos fragmentos em que se encontram por terem caído de estantes torna muito complicada a sua reconstrução completa.
Podem ser distinguidos vários tipos de suportes:
- As tabuinhas, que por sua vez têm duas formas diferentes
- As etiquetas
- Os nódulos
- Signos em vasilhas

As tabuinhas são os documentos mais numerosos que nos chegaram com inscrições. São suportes de argila com duas formas: as maiores, a de folha de página, retangulares com uma armação interna de palhas para evitar roturas, e as menores e alongadas ou de folha de palma, um canudo de argila esmagada nas mãos.
As tabuinhas de folha de palma são menores e costumam conter duas ou três linhas de informação. As tabuinhas de folha de página são maiores, e portanto, dão mais informação. Provavelmente uma única colhia a informação de várias tabuinhas de folha de palma. Colecionavam-se em caixas feitas de vime.
As etiquetas são retângulos de argila que se pregavam nas cestas de armazenamento (por exemplo, de tabuinhas). Sabe-se que este era o seu uso porque na parte posterior das etiquetas ficaram impressas as fibras do vime da cesta à que estavam pregadas.
Os nódulos são pequenos cones de argila unidos mediante um cordão. Normalmente vão junto aos rebanhos ou manadas de animais, dando informação sobre as reses.
Os signos sobre vasilhas são caracteres da Linear B pintados em vasilhas. Muitas vezes são apenas um símbolo que poderia indicar a propriedade ou o fabricante. Em outros casos são inscrições mais longas, às vezes complicadas de ler, que costumam indicar a procedência.

## Características do silabário
A Linear A era pouco adequada para escrever a língua dos micênicos, pois os signos representam habitualmente a combinação "consoante + vogal" (CV). A Linear B herdou do seu modelo esta limitação, apesar de a língua grega ter numerosas sílabas de estrutura mais complexa: CVC, CCV, etc. Os escribas tentaram resolver esta limitação mediante o uso de um número reduzido de convenções:
- As consoantes geminadas não eram diferenciadas das simples na escrita.
- As consoantes "l", "m", "n", "r", "s" não eram representadas em final de palavra (grego Faistos escrevia-se "pa-i-to").
- Costumava-se omitir a consoante "s" inicial, seguida de outra consoante (sperma [σπέρμα] escrevia-se pe-ma).
- As consoantes líquidas "r" e "l" não eram diferenciadas, obrigando o leitor a escolher segundo o contexto.
- As aspirações não se grafavam, embora algumas vogais tivessem o seu próprio silabograma quando eram aspiradas.
- Não eram diferenciadas na escrita as vogais longas das breves.
- Vogais mudas eram introduzidas para representar grupos consoantais numa mesma sílaba, como ocorria no silabário cipriota (em Linear B, Cnossos escrevia-se "ko-no-so", repetindo-se a vogal da sílaba original).
- Existiam "glides" ou grafemas intermédios entre vogal e consoante, /j/ (iode) como correlato consonântico do som vocálico /i/ e /w/ (wau) de /o/.
- Aparecem signos para a labiovelar kʷ e para outros sons que ainda se desconhecem por não aparecer apenas nos textos.

Estas normas eram seguidas em todos os centros administrativos, embora haja alguma pequena diferença no uso segundo os diferentes escribas ou lugares, bem como exceções a alguma regra. Epigrafistas e filólogos foram-nas descobrindo ao estudarem os textos das tabuinhas, ajudados pelos conhecimentos do grego clássico, das características de alguns dialetos, e da linguística Indo-europeia.
Estas dificuldades da escrita adiaram um pouco a decifração completa da Linear B, e embora não sejam um impedimento para uma leitura satisfatória, ainda ficam signos por decifrar e palavras com várias formas possíveis de transcrição e cujo sentido é duvidoso ou desconhecido.
Além dos signos com valor silábico, a Linear B contava com um grande número de logogramas e ideogramas, signos que representavam palavras inteiras, objetos, medidas de peso etc. (como "mel" e "lã").

### Os signos silábicos
No sistema Unicode, assinala-se à Linear B a posição 10000–1007F para os signos silábicos.
|    | -a   | -e   | -i   | -o   | -u   |
|    | 𐀀 a  | 𐀁 e  | 𐀂 i  | 𐀃 o  | 𐀄 u  |
| d- | 𐀅 da | 𐀆 de | 𐀇 di | 𐀈 do | 𐀉 du |
| j- | 𐀊 já | 𐀋 ge |      | 𐀍 jo | 𐀎 ju |
| k- | 𐀏 ka | 𐀐 ke | 𐀑 ki | 𐀒 ko | 𐀓 ku |
| m- | 𐀔 ma | 𐀕 me | 𐀖 mi | 𐀗 mo | 𐀘 mu |
| n- | 𐀙 na | 𐀚 ne | 𐀛 ni | 𐀜 no | 𐀝 nu |
| p- | 𐀞 pa | 𐀟 pe | 𐀠 pi | 𐀡 po | 𐀢 pu |
| q- | 𐀣 qa | 𐀤 qe | 𐀥 qi | 𐀦 qo |      |
| r- | 𐀨 ra | 𐀩 re | 𐀪 ri | 𐀫 ro | 𐀬 ru |
| s- | 𐀭 sa | 𐀮 se | 𐀯 se | 𐀰 so | 𐀱 su |
| t- | 𐀲 ta | 𐀳 te | 𐀴 ti | 𐀵 to | 𐀶 tu |
| w- | 𐀷 wa | 𐀸 we | 𐀹 wi | 𐀺 wo |      |
| z- | 𐀼 za | 𐀽 ze |      | 𐀿 zo |      |

### Os signos logográficos
No sistema Unicode, assinala-se à Linear B a posição 10080–100FF para os logogramas.

## Corpus
As tabuinhas classificam-se pelo lugar no que foram encontradas.
- Cnossos: KN (cerca de 4360 tabuinhas, sem contar as escritas em Linear A e outras)
- Pilos: PY (1087 tabuinhas)
- Tebas:TH (337 tabuinhas, 238 delas publicadas em 2002)
- Micenas: MY (73 tabuinhas)
- Tirinto: TI (27 tabuinhas)
- Chania: KH (4 tabuinhas)
- Além das tabuinhas indicadas, há outras 170 inscrições pintadas em vasilhas.

Se o seixo de Kafkania (datado no século XVII a.C.) for autêntico, seria a inscrição micênica mais antiga e, portanto, o testemunho mais antigo da língua grega.